# Conrad Marca-Relli
Conrad Marca-Relli, né Corrado Marcarelli le 5 juin 1913 à Boston, Massachusetts et mort le 29 août 2000 à Parme, en Italie, est un peintre de nationalité américaine associé à l'école new-yorkaise de l'expressionnisme abstrait.

## Biographie
Corrado Marcarelli nait le 5 juin 1913 à Boston, capitale de l’État du Massachusetts. Fils d'immigrés italiens, son père est journaliste. Il grandit entre Boston et l'Europe et reçoit ses premières leçons d'art en Italie. À ses treize ans, la famille Marcarelli s'installe à New York. Largement autodidacte, il fréquente cependant brièvement les bancs de la Cooper Union, un établissement d'enseignement supérieur new-yorkais en 1930. De 1935 à 1938, il travaille pour la Works Progress Administration, d'abord en tant que professeur à la Leonardo da Vinci Art School, puis au sein du Federal Art Project's easel and mural divisions.
Par ce travail, il fait la rencontre d'autres artistes tels que Elaine de Kooning dont il fut le professeur, mais aussi Willem de Kooning ou Franz Kline. Durant sa carrière artistique, il reste d'ailleurs proche de la première génération de l'école new-yorkaise de l'expressionnisme abstrait.
Après avoir servi dans l'armée entre 1941 et 1945, il revient à New-York en 1946. Sa première exposition personnelle se tient en 1947 à la Niveau Gallery. Après un an passé entre la France et l'Italie, il devient actif sur la scène artistique de Greenwich Village et participe à la 9th Street Art Exhibition en 1951. Son second voyage au Mexique, en 1952 a joué un rôle central dans son passage au collage.
En 1953, Conrad Marca-Relli quitte Manhattan pour Springs, un hameau de la ville de East Hampton. Il emménage dans un cottage situé à proximité de la propriété du peintre Jackson Pollock et de sa femme, Lee Krasner. Les quatre années à Springs, où il se concentra sur les collages monumentaux qui feront sa renommée, seront parmi les plus créatives de sa carrière. Il y perfectionne sa technique, découpant des formes dans des rouleaux de toiles, les déplaçant sur un fond, avant de les coller et de peindre par-dessus lorsque ce qu'il voit lui plaît. Après 1961, il fait évoluer ses collages en expérimentant avec d'autres matériaux tels les plastiques ou le métal.
Conrad Marca-Relli a fait évoluer l'art du collage vers une complexité et des formats comparables à la peinture monumentale, faisant du collage sa « signature ». Il a ainsi ouvert la voie aux grandes « peintures combinées » des artistes néo-dadas des années 1960.
Il devient citoyen d'honneur italien peu de temps avant sa mort le 29 août 2000 à Parme, en Italie.

## Expositions[1]

### Expositions personnelles
- 1948 : Il Cortile, Rome
- 1950 - 1951 : New Gallery, New York
- 1953 - 1958 : Stable Gallery, New York
- 1959 - 1962 : Kootz Gallery, New York
- 1962 : Galerie de France, Paris
- 1970 : Marlborough Gallery, New York
- 1971 : Galerie Schmela, Düsseldorf
- 1975 : Marlborough Gallery, New York
- 1979 : Marlborough Gallery, New York

### Rétrospectives
- 1967 :  Whitney Museum of American Art, New York
- 1998 :  Collection Peggy Guggenheim, Venise
- 2000 :  Mathildenhöhe Institute, Darmstadt
- 2008 :  Rotonda di via Besana, Milan

## Distinction
- Prix de Rome américain